# Dolichomitus maruti
Dolichomitus maruti là một loài tò vò trong họ Ichneumonidae.